# Tutting
Tutting is een vorm van moderne dans waarbij lichaamsbewegingen en armbewegingen gebaseerd zijn op wiskundige en geometrische figuren en vormen.
Er wordt ook gezegd dat deze streetdance-stijl interpretatief van aard is en sommige bewegingen, vooral die van de armen, zijn ontleend aan hiërogliefen of oude Egyptische muurgeschriften. De bewegingen die bij tutting betrokken zijn, worden gedaan om verschillende vormen na te bootsen en deze worden samen met de specifieke muziekbeat of het specifieke ritme gedaan, waardoor de hele dansroutine enigszins robotachtig wordt. Vanuit het oogpunt van een kijker zal het lijken alsof degene die de tutting-beweging doet, verschillende vormen laat zien. Sommige bewegingen van tutting worden "King Tut" genoemd, die waarschijnlijk is voortgekomen uit de verwijzing van de dans naar Egyptische kunst en de Egyptische farao Toetanchamon.

## Geschiedenis
Het was in het begin van de jaren tachtig toen tutting populair werd in de straten van de VS, vooral onder jongeren. Tutting-bewegingen kunnen worden beschouwd als "grote bewegingen" waarbij het hele lichaam betrokken is bij het vormen van verschillende hoeken en vormen. Maar tutten kan ook op "kleine" manieren worden gedaan, vooral bij het doen van wat mensen "vingertuts" noemen. En door de jaren heen zijn tutting-moves geëvolueerd naar een meer freestyle soort dans, met variaties en nieuwe technieken die onderweg zijn toegevoegd, afhankelijk van iemands persoonlijke stijl. Maar voordat men wat freestyle tuts kan doen, wordt gezegd dat men de basisbewegingen en vormen moet leren. De meest elementaire beweging van allemaal is de hoek van 90 graden. Net als bij de oude Egyptische muurgeschriften, zijn de armen en benen in een hoek van 90 graden tegen het lichaam geplaatst. Een andere basisbeweging wordt de polsrol genoemd, waarbij in feite de pols op een cirkelvormige manier of van links naar rechts wordt gerold. En aangezien tutting een dans is in plaats van een algemene poseertechniek, wordt aangemoedigd dat het hele lichaam wordt opgenomen in de hele routine en niet alleen handbewegingen doet.